# Home Nations Championship 1937
Nach dem Ausschluss Frankreichs wurde das Rugby-Union-Turnier Five Nations (heute Six Nations) von 1932 bis 1939 als Home Nations Championship mit vier britischen Mannschaften weitergeführt. Das Turnier des Jahres 1937 fand vom 16. Januar bis zum 3. April statt. Turniersieger wurde England, das mit Siegen gegen alle anderen Teilnehmer die Triple Crown schaffte.

## Teilnehmer
| Land       | Stadion                            | Stadt            | Kapitän                                    |
| ---------- | ---------------------------------- | ---------------- | ------------------------------------------ |
| England    | Twickenham Stadium                 | London           | Harold Owen-Smith                          |
| Irland     | Lansdowne Road / Ravenhill Stadium | Dublin / Belfast | George Morgan                              |
| Schottland | Murrayfield Stadium                | Edinburgh        | Ross Logan                                 |
| Wales      | St Helen’s                         | Swansea          | Claud Davey / Idwal Rees / Wilfred Wooller |

## Tabelle
|    | Land       | Spiele | Siege | Unent. | Ndlg. | Spiel- punkte | Diff. | Tabellen- punkte |
| -- | ---------- | ------ | ----- | ------ | ----- | ------------- | ----- | ---------------- |
| 1. | England    | 3      | 3     | 0      | 0     | 19:14         | + 5   | 6                |
| 2. | Irland     | 3      | 2     | 0      | 1     | 24:16         | + 8   | 4                |
| 3. | Schottland | 3      | 1     | 0      | 2     | 20:23         | − 3   | 2                |
| 4. | Wales      | 3      | 0     | 0      | 3     | 12:22         | − 10  | 0                |

## Ergebnisse
| 18. Januar 1937 | England          | 4 : 3         | Wales             | Twickenham Stadium, London Zuschauer: 65.000 Schiedsrichter: R. A. Beattie (Schottland) |
| 18. Januar 1937 | Dropgoals: Sever | (4:3) Bericht | Versuche: Wooller | Twickenham Stadium, London Zuschauer: 65.000 Schiedsrichter: R. A. Beattie (Schottland) |

| 6. Februar 1937 | Wales                 | 6 : 13        | Schottland                                     | St Helen’s, Swansea Zuschauer: 35.000 Schiedsrichter: Cyril Gadney (England) |
| 6. Februar 1937 | Versuche: Wooller (2) | (3:3) Bericht | Versuche: Dick W. Shaw Erhöhungen: W. Shaw (2) | St Helen’s, Swansea Zuschauer: 35.000 Schiedsrichter: Cyril Gadney (England) |

| 13. Februar 1937 | England                                     | 9 : 8   | Irland                                 | Twickenham Stadium, London Schiedsrichter: Wilfred Faul (Wales) |
| 13. Februar 1937 | Versuche: Butler Sever Straftritte: Cranmer | Bericht | Versuche: Moran (2) Erhöhungen: Bailey | Twickenham Stadium, London Schiedsrichter: Wilfred Faul (Wales) |

| 27. Februar 1937 | Irland                                               | 11 : 4        | Schottland         | Lansdowne Road, Dublin Schiedsrichter: Cyril Gadney (England) |
| 27. Februar 1937 | Versuche: Alexander McMahon Moran Erhöhungen: Bailey | (3:0) Bericht | Dropgoals: J. Shaw | Lansdowne Road, Dublin Schiedsrichter: Cyril Gadney (England) |

| 20. März 1937 | Schottland           | 3 : 6         | England               | Murrayfield Stadium, Edinburgh Schiedsrichter: S. Donaldson (Irland) |
| 20. März 1937 | Straftritte: D. Shaw | (0:3) Bericht | Versuche: Sever Unwin | Murrayfield Stadium, Edinburgh Schiedsrichter: S. Donaldson (Irland) |

| 3. April 1937 | Irland | 5 : 3         | Wales              | Ravenhill Stadium, Belfast Zuschauer: 20.000 Schiedsrichter: Malcolm Allan (Schottland) |
| 3. April 1937 |        | (0:3) Bericht | Straftritte: Legge | Ravenhill Stadium, Belfast Zuschauer: 20.000 Schiedsrichter: Malcolm Allan (Schottland) |